# William Ernest Shields
William Ernest Shields (ur. 15 września 1892 w Toronto, zm. 1 sierpnia 1921 w Albercie) – as lotnictwa kanadyjskiego Royal Flying Corps z 24 potwierdzonymi  zwycięstwami w I wojnie światowej. Należał do elitarnego klubu Balloon Buster.
William Ernest Shields urodził się w Toronto w Ontario. Od czerwca 1918 roku został przydzielony do eskadry No. 41 Squadron RAF, w której służył do końca wojny. Pierwsze zwycięstwo powietrzne odniósł 12 czerwca 1918 nad samolotem niemieckim Albatros D.V. W całym okresie służby latał na samolocie myśliwskim Royal Aircraft Factory S.E.5, na którym odniósł razem 24 potwierdzone zwycięstwa.
Po wojnie wrócił do Kanady i pracował jako pilot i dowódca stacji lotniczej w Dominion. W czasie startu do lotu patrolowego jego samolot runą na lotnisko, a William Shields zmarł w ciągu kilku minut po upadku. Pozostawił żonę, z którą miesiąc wcześniej się ożenił.
Był dwukrotnie odznaczony Distinguished Flying Cross.